# Bellevue-Baptistenkirche

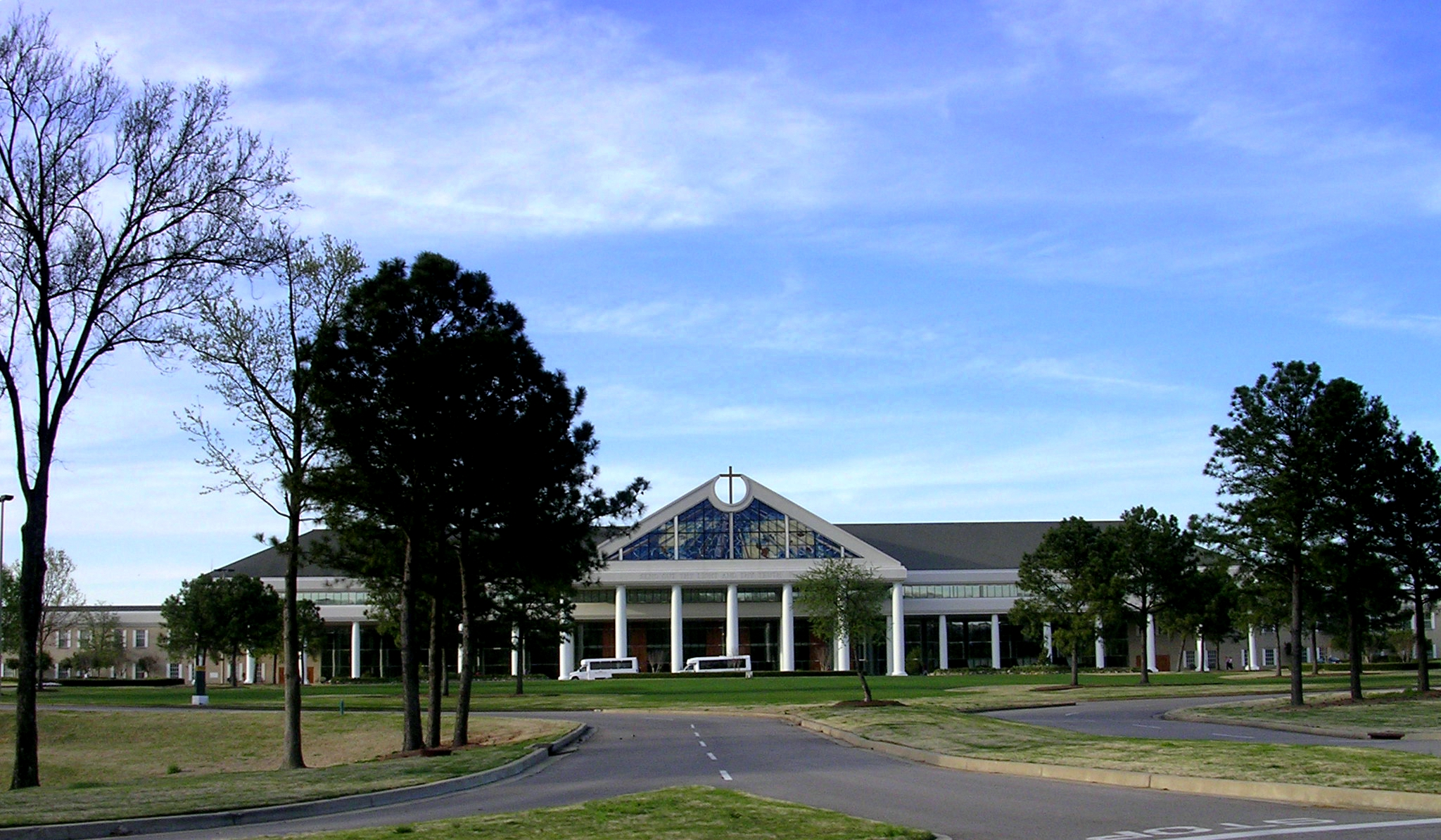
Bellevue-Baptistenkirche

Die Bellevue-Baptistenkirche (englisch Bellevue Baptist Church) ist eine große Southern Baptist Megachurch in Memphis im US-Bundesstaat Tennessee.

## Geschichte
Die Bellevue-Baptistenkirche wurde 1903 als einschiffige steinerne Missionskapelle am Stadtrand von Memphis an der Ecke Bellevue und Erskine Avenue erbaut. Der erste Gottesdienst fand am 12. Juli 1903 mit dem ersten Pfarrer Dr. Henry Hurt statt. 32 Gründungsmitglieder unterzeichneten die offizielle Gründungsurkunde am 9. August 1903. In den 1950er Jahren wurde die Kirche mit 3000 Sitzplätzen und der ersten klimatisierten Kirche in Memphis um- und ausgebaut. 1989 wurde das Gebäude an einem neuen Standort (2000 Appling Road) mit 7.000 Sitzplätzen auf einem 1,6 km² großen Gelände neu errichtet. Die Lage des Gebäudes in der Nähe der Interstate 40 ist durch drei Kreuze (45,75 m und zwei mal 36,50 m) gekennzeichnet.

## Pfarrer
- Dr. Henry Hurt (1903–1914)
- Dr. Richard M. Inlow (1915–1920)
- Dr. William M. Bostick (1920–1927)
- Dr. Robert G. Lee (1927–1960)
- Dr. Ramsey Pollard (1960–1972)
- Dr. Adrian Rogers (1972–2005)
- Dr. Steve Gaines (2005- )